# Aymer de Valence
Aymer de Valence, 2:e earl av Pembroke, född ca. 1270, död 23 juni 1324 var en engelsk adelsman. 
Han var son till William de Valence, 1:e earl av Pembroke och Joan de Muchesni. Han gifte sig med Marie de St Pol, som efter Aymers död grundade Pembroke College i Cambridge.
Hans mest ihågkomna bedrift var att han besegrade kung Robert I av Skottland (Bruce) vid Slaget vid Methven 1306.